# Pitohui kirhocephalus
Pitohui kirhocephalus là một loài chim trong họ Oriolidae. Nó được tìm thấy ở New Guinea và một số đảo cận kề. Nó là một trong số ít các loài chim có độc, với độc chất thuộc nhóm batrachotoxin.
Hai loài Pitohui cerviniventris và Pitohui uropygialis được tách ra từ Pitohui kirhocephalus, trên cơ sở bài báo của Dumbacher et al. (2001).

## Phân loài
Chín phân loài được công nhận:
- P. k. kirhocephalus - (Lesson & Garnot, 1827): Tìm thấy ở đông Vogelkop (tây bắc New Guinea).
- P. k. dohertyi - Rothschild & Hartert, 1903: Nguyên được mô tả như là loài tách biệt. Tìm thấy tại khu vực Wandammen (tây bắc New Guinea).
- P. k. rubiensis - (Meyer, AB, 1884) (gộp cả P. k. adiensis - Mees, 1964 và P. k. carolinae - Junge, 1952): Nguyên được mô tả như là loài tách biệt. Tìm thấy từ đầu vịnh Cenderawasih tới vịnh Triton (tây New Guinea), vịnh Edna (tây nam New Guinea: P. k. carolinae) và đảo Adi (ngoài khơi tây nam New Guinea: P. k. adiensis).
- P. k. brunneivertex - Rothschild, 1931: Tìm thấy trên bờ biển phía đông vịnh Cenderawasih (tây bắc New Guinea).
- P. k. decipiens - (Salvadori, 1878): Nguyên được mô tả như là loài tách biệt. Tìm thấy trên bán đảo Onin (tây nam New Guinea).
- P. k. jobiensis - (Meyer, AB, 1874): Nguyên được mô tả như là loài tách biệt. Tìm thấy trên đảo Kurudu và Yapen (ngoài khơi tây bắc New Guinea).
- P. k. meyeri - Rothschild & Hartert, 1903: Nguyên được mô tả như là loài tách biệt. Tìm thấy trên bờ biển Mamberamo (bắc New Guinea).
- P. k. senex - Stresemann, 1922: Tìm thấy ở khu vực thượng Sepik (bắc New Guinea).
- P. k. brunneicaudus - (Meyer, AB, 1891): Nguyên được mô tả như là loài tách biệt. Tìm thấy tại khu vực hạ Sepik tới vịnh Astrolabe (bắc New Guinea).